# Средства массовой информации Мелитополя
Средства массовой информации включают 5 новостных газет, 2 телеканала, около 10 местных радиостанций и городские информационные веб-сайты. Медиахолдинг «Мелитопольские ведомости» и телекомпания «МТВ-плюс», работающие в Мелитополе, входят в число крупнейших СМИ Запорожской области.
Первые газеты в Мелитополе начали издаваться ещё до революции. Сейчас в Мелитополе издаётся 5 новостных газет, старейшей из которых является «Новый день», издаваемый с 1923 года, а самыми многотиражными — газеты медиахолдинга «Мелитопольские ведомости».
Телевидение в Мелитополе вещает с 1959 года, а в 1990 году в городе появилась первая местная телекомпания. В настоящее время в Мелитополе работают 2 городских телекомпании, частная телекомпания «МТВ-плюс» и муниципальная ТРК «Мелитополь» («TVM»). Обе телекомпании ретранслируют передачи центральных телеканалов, а также имеют по несколько часов в сутки собственного эфирного времени, занятого телепередачами на местную тематику.
Городское радио в Мелитополе существует с 1990 года. В настоящее время в FM-эфире Мелитополя вещают около 10 радиостанций.

## Пресса
До Революции в Мелитополе издавалась газета «Мелитопольские ведомости» (одноимённая с крупнейшей современной газетой города). 13 сентября (31 августа) 1913 года вышел первый номер газеты «Мелитопольский листок», «общедоступной прогрессивной газеты».

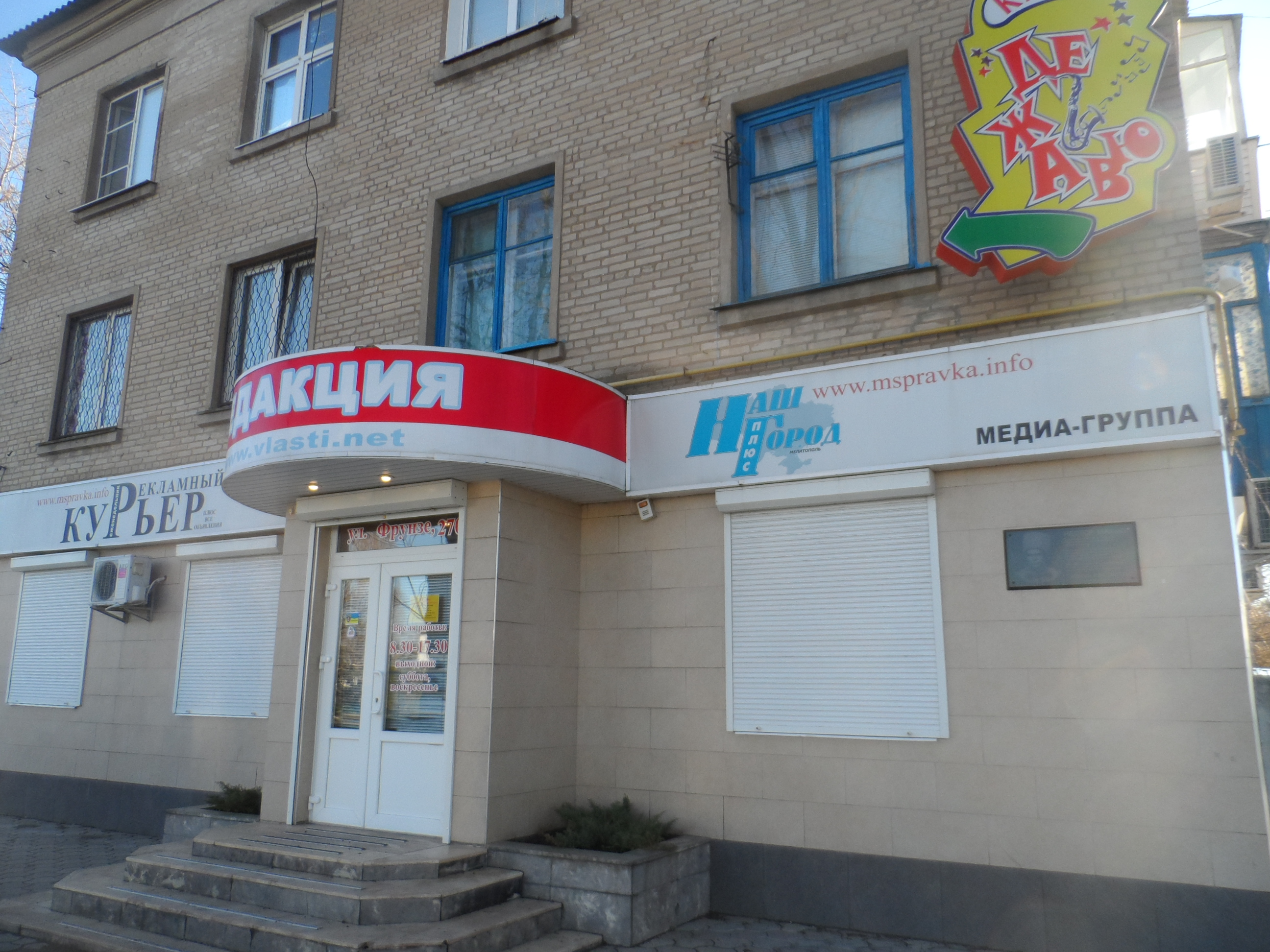
Издание - Наш Город

В 1918 году в Мелитополе выходили украинская народная общественно-политическая и литературная газета «Наш степ», ежедневная социалистическая и демократическая газета «Наша жизнь», газета «Таврическое слово», издаваемая Таврическим губернским Союзом земельных собственников и хлеборобов.
В годы немецкой оккупации (1941—1943) оккупационные власти издавали в Мелитополе газету «Мелітопольський край» и дополнение к ней «Дзеркало Таврії».
27 мая 1923 года вышел первый номер газеты «Советский путь» — органа Мелитопольского Окружкома, Окрисполкома и Окрпрофбюро. В следующие годы газета сменила названия «Думка», «Радянський степ», «Серп и молот» и сейчас называется «Новый день», по-прежнему оставаясь одной из самых популярных газет в городе.
В настоящее время в Мелитополе издаются такие новостные газеты:
| Название                                           | Сайт | Создана | Тематика                               | Примечания |
| -------------------------------------------------- | ---- | ------- | -------------------------------------- | --- |
| МВ: Мелитопольские ведомости — Межрайонный вестник | сайт | 1990    | Мелитополь и 4 соседних района области | Первоначально называлась «Мелитопольские известия». Входит в медиахолдинг «Мелитопольские ведомости».                  |
| Надежда                                            |      | 2004    | Запорожская область                    | Входит в медиахолдинг «Мелитопольские ведомости».                                                                      |
| Новый день                                         | сайт | 1923    | Мелитополь и район                     | Старейшая из ныне существующих газет. Прежние названия — «Советский путь», «Думка», «Радянський степ», «Серп и молот». |
| Наш город                                          | сайт |         |                                        | |
| Главная газета Мелитополя                          |      |         |                                        | |

Кроме новостных газет «МВ» и «Надежда», медиахолдинг «Мелитопольские ведомости» также издаёт газеты «Программка», «Местное время (45 каналов)» и «Все объявления».
Из интернет-изданий города заметны новостные сайты MV, РИА Мелитополь, «Мы за Мелитополь»
и «Новости из подполья».

## Телевидение

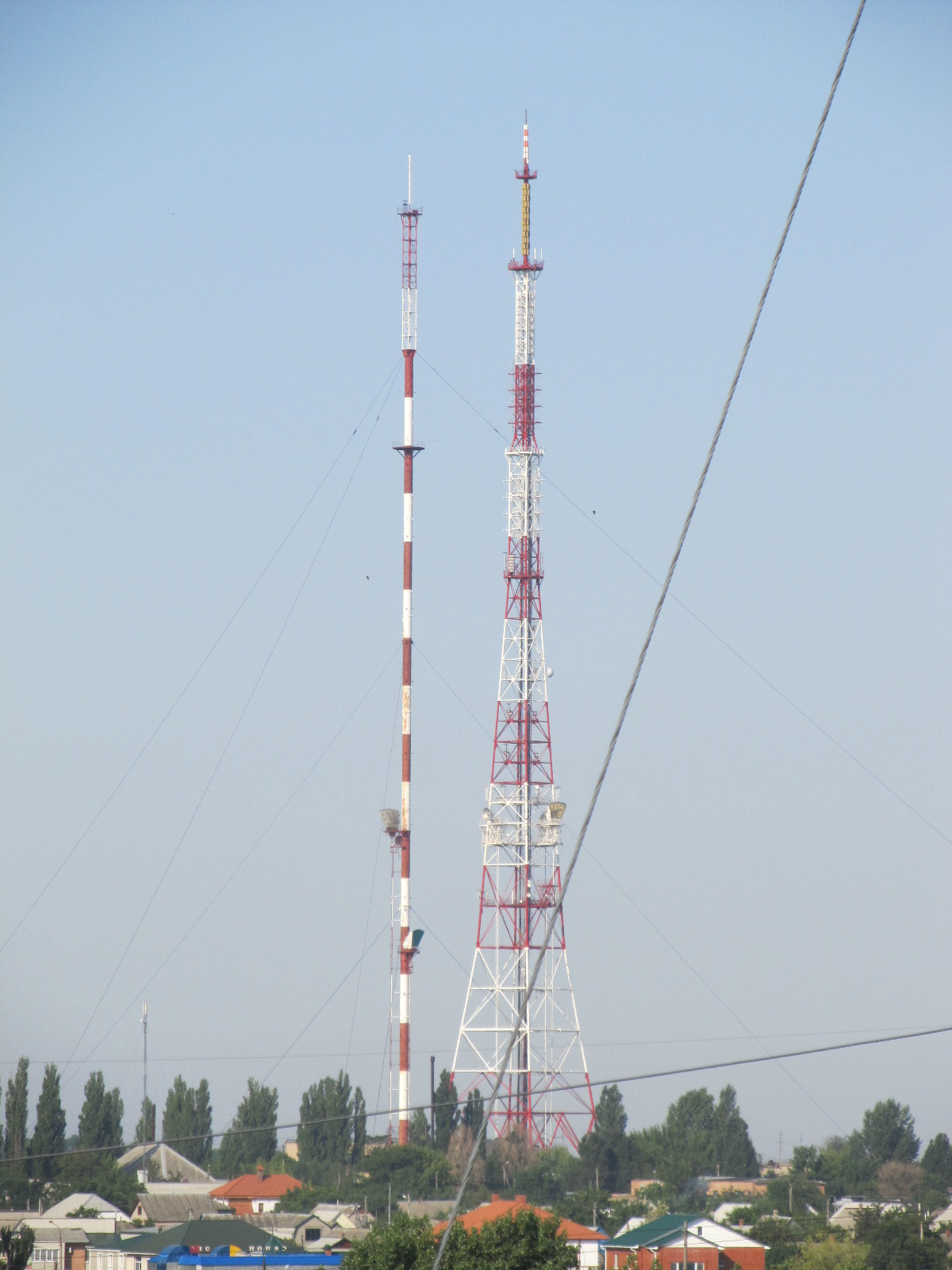
Мелитопольская телебашня

Местное телевидение в Мелитополе создали в 1989 году Игорь Таран, Сергей Сергеев (работники Моторного завода), Александр Колчинский (работник «Автоцветлита»), Михаил Пачин, Игорь Мамчур, Николай Чернев (работники Мелитопольского телецентра).  Началось все с регистрации в октябре 1989 года мелитопольским горисполкомом  "МП Тонис"( первого на тот момент  малого предприятия в г. Мелитополе ) .Директором "МП Тонис" стал Игорь Таран.  Телекомпания в Мелитополе задумывалось как часть создаваемой в то время Региональной Телекомпании «Тонис», которая на тот момент была создана в г. Николаеве   Владимиром Иваненко).Телекомпания под тем же названием "Тонис" была создана в начале 90-х годах и в г. Харькове. Аббревиатура ТОНИС переводится как Творческое Объединение Новых Информационных Систем.
Первая мелитопольская телепередача вышла в эфир 14 сентября 1990 года. В 1992 году мелитопольская телекомпания «Тонис» была реорганизована в телекомпанию «МТВ-плюс».
В 1991 году начал вещание другой городской телеканал, «МТВ». В 1994 году он сменил название на «TVM».
За время своего существования «МТВ-плюс» и «TVM» ретранслировали передачи центральных телеканалов, не вещавших в мелитопольском эфире, а также производили ряд оригинальных телепередач. В настоящее время ситуация с вещанием городских телеканалов такова:
| ТВК | Название             | Расположение передатчика     | Мощность кВт | Собств. время час/сут | Сайт |
| --- | -------------------- | ---------------------------- | ------------ | --------------------- | ---- |
| 24  | МТВ-плюс             | просп. Б. Хмельницкого, 70   | 0,1          | 4                     | сайт |
| 27  | ТРК Мелитополь (TVM) | просп. Б. Хмельницкого, 88/4 | 0,2          | 2,5                   |      |

Кроме того, в Мелитополе ретранслируются областные телеканалы ТВ-5 и Запорожская областная государственная ТРК, а также ряд центральных телеканалов.

### Кабельное телевидение
Кабельное телевидение в Мелитополе предоставляется двумя провайдерами:
| Название         | Число каналов | Главная станция     | Примечания             |
| ---------------- | ------------- | ------------------- | ---------------------- |
| ТВ-ПОНТ          | 66 или 57     | ул. И.Стамболи, 72  | Бывшее ООО «Альянс-ТВ» |
| ЧП Райский И. В. | 38            | ул. Гвардейская, 24 |                        |

## Радио
Первая передача городского радио вышла в эфир 2 февраля 1990 года.
В настоящее время в городе вещают следующие радиостанции:
| Частота МГц | Название                        |
| ----------- | ------------------------------- |
| 92,3        | Радио ENERGY (Россия, Москва)   |
| 94,0        | Love Radio (Россия, Москва)     |
| 103,7       | Радио Море ( Крым, Симферополь) |
| 107,2       | За! Радио                       |
| 107,7       | Русское Радио (Россия, Москва)  |
|             |                                 |

### Проводное радио
Проводное радио начало работать в Мелитополе в 1936 году. На время войны вещание прекратилось, а после войны проводное радио стало одним из основных СМИ города. Со временем проводное радио уступило позиции телевидению и ФМ-радиостанциям, некоторое время райсовет продолжал содержать практически не работающую редакцию, а в 2012 году мелитопольское проводное радио окончательно прекратило вещание.